# Mâgla
Mâgla – wieś w Rumunii, w okręgu Bacău, w gminie Motoșeni. W 2011 roku liczyła 202 mieszkańców.